# Absolutny czas i przestrzeń
Absolutna przestrzeń i czas – koncepcja w fizyce odnosząca się do właściwości Wszechświata. Według niej istnieje przestrzeń, która jest areną wszystkich zdarzeń oraz niezależny od niej absolutny czas. Dzięki temu zegary chodzą zawsze w takim samym tempie, niezależnie od tego, gdzie się znajdują i jaka jest ich prędkość. Koncepcja ta została zakwestionowana przez szczególną teorię względności, a następnie ogólną teorię względności. Albert Einstein udowodnił, że czas może ulegać spowolnieniu, pod warunkiem, że wszystkie przedmioty zostaną rozpędzone do prędkości światła.

## Przed Newtonem
Koncepcja absolutnej przestrzeni (w sensie układu preferowanego) może być zauważona w fizyce Arystotelesowskiej. Pewną koncepcję absolutnej przestrzeni można zaobserwować również w De revolutionibus orbium coelestium Mikołaja Kopernika, gdzie wykorzystuje on pojęcie nieruchomej sfery gwiazd.

## Newton
Pierwotnie wprowadzone przez Isaaca Newtona w Philosophiæ Naturalis Principia Mathematica pojęcia absolutnego czasu i przestrzeni stworzyły teoretyczny fundament pod mechanikę Newtona. Zdaniem Newtona, absolutna przestrzeń i czas są niezależnymi aspektami obiektywnej rzeczywistości . Założeniem mechaniki newtonowskiej jest istnienie jednego czasu wspólnego dla wszystkich obserwatorów inercjalnych. Płynie on w takim samym tempie dla każdego, a wraz z absolutną przestrzenią jest sceną, na której zachodzą wszystkie zdarzenia. Każde ciało musi być w spoczynku wobec tej absolutnej przestrzeni (istnieje spoczynek absolutny) lub poruszać się wobec niej z określoną prędkością (istnieje prędkość absolutna) . Ze względu na istnienie jednego, uniwersalnego czasu, zdarzenia równoczesne w jednym układzie będą równoczesne w każdym innym. Z matematycznego punktu widzenia mechanika Newtona postuluje względną przestrzeń (zgodnie z klasyczną zasadą względności) i absolutny czas.

## Szczególna teoria względności
Pojęcia czasu i przestrzeni były od siebie niezależne przed pojawieniem się szczególnej teorii względności, w której podczas zmiany układu odniesienia czas i przestrzeń mieszają się ze sobą. Pojęcie absolutnej przestrzeni i czasu zostało zastąpione przez pojęcie czasoprzestrzeni (której podział na przestrzeń i czas zależy od wyboru układu inercjalnego) w szczególnej teorii względności i zakrzywionej czasoprzestrzeni w ogólnej teorii względności.